# Caffristis
Caffristis là một chi bướm đêm thuộc họ Noctuidae.